# تتسوو سوگاماتا
تتسوو سوگاماتا (به انگلیسی: Tetsuo Sugamata) بازیکن فوتبال اهل ژاپن و عضو تیم ملی فوتبال ژاپن است که در تاریخ ۲۳ ژوئیه ۱۹۷۸ میلادی اولین بازی ملی‌اش را انجام داد. او در ۲۳ بازی ملی حضور داشت و آخرین بازی ملی خود را در تاریخ ۱۵ آوریل ۱۹۸۴ میلادی انجام داد. تتسوو سوگاماتا در بازی‌های ملی‌اش
گلی به ثمر نرساند.